# Debbie Flood
Debbie Flood, née le 27 février 1980 à Harrogate, est une rameuse anglaise. 

## Palmarès

### Jeux olympiques
- 2008 à Pékin,  Chine
  -  Médaille d'argent en quatre de couple
- 2004 à Athènes,  Grèce
  -  Médaille d'argent en quatre de couple

### Championnats du monde
- 2010 à Hamilton,  Nouvelle-Zélande
  -  Médaille d'or en quatre de couple
- 2007 à Munich,  Allemagne
  -  Médaille d'or en quatre de couple
- 2006 à Eton,  Royaume-Uni
  -  Médaille d'or en quatre de couple